# 루아 (가수)
루아(본명: 김수경, 2000년 10월 6일 ~ )는 대한민국의 여자 가수이다. 대한민국 걸 그룹 위키미키의 이전 구성원이다.

## 주요 이력
서울에서 출생하여 지난날 한때 경기도 의정부에서 잠시 유년기를 보낸 적이 있으며 초등학교 시절 체조 선수 활동 관련 전력이 있고 2013년 뮤지컬배우 첫 데뷔하였으며 2017년 8월 8일을 기하여 김도연, 최유정 등을 주축으로 하는 판타지오의 8인조 걸 그룹 "위키미키"를 통하여 가수 데뷔하였다.

## 학력
- 서울신가초등학교 (졸업)
- 석촌중학교 (졸업)
- 리라아트고등학교 디지털사운드콘텐츠과 (졸업)

## 출연작

### 뮤지컬
- 2013년 《사운드 오브 뮤직》 ... 브리지타 폰 트랩 역(단역)
- 2015년 《뮬란》 ... 어린 뮬란 공주 역(단역)

### TV 시리즈
- 2014년 tvN 《응급남녀》 ... (단역)
- 2015년 MBC every1 웹 드라마 《투 비 컨티뉴드》

### TV 프로그램
- 2017년 아리랑 TV 《After School Club》